# Уитленд (Вайоминг)
Уитленд (англ. Wheatland) — город, расположенный в округе Платт (штат Вайоминг, США) с населением в 3548 человек по статистическим данным переписи 2000 года.
Является административным центром округа Платт.

## География
По данным Бюро переписи населения США, город Уитленд имеет общую площадь в 10,88 квадратных километров, водных ресурсов в черте населённого пункта не имеется.
Город Уитленд расположен на высоте 1448 метров над уровнем моря.

## Демография
По данным переписи населения 2000 года, в Уитленде проживало 3548 человек, 980 семей, насчитывалось 1539 домашних хозяйств и 1764 жилых дома. Средняя плотность населения составляла около 323 человек на один квадратный километр. Расовый состав Уитленда по данным переписи распределился следующим образом: 96,00 % белых, 0,31 % — чёрных или афроамериканцев, 0,68 % — коренных американцев, 0,34 % — азиатов, 0,79 % — представителей смешанных рас, 1,89 % — других народностей. Испаноговорящие составили 6,54 % от всех жителей города.
Из 1539 домашних хозяйств в 27,0 % — воспитывали детей в возрасте до 18 лет, 52,7 % представляли собой совместно проживающие супружеские пары, в 7,9 % семей женщины проживали без мужей, 36,3 % не имели семей. 32,2 % от общего числа семей на момент переписи жили самостоятельно, при этом 16,8 % составили одинокие пожилые люди в возрасте 65 лет и старше. Средний размер домашнего хозяйства составил 2,24 человек, а средний размер семьи — 2,83 человек.
Население города по возрастному диапазону по данным переписи 2000 года распределилось следующим образом: 22,8 % — жители младше 18 лет, 7,2 % — между 18 и 24 годами, 22,7 % — от 25 до 44 лет, 26,5 % — от 45 до 64 лет и 20,8 % — в возрасте 65 лет и старше. Средний возраст жителей составил 43 года. На каждые 100 женщин в Уитленде приходилось 89,5 мужчин, при этом на каждые сто женщин 18 лет и старше приходилось 88,8 мужчин также старше 18 лет.
Средний доход на одно домашнее хозяйство в городе составил 35 208 долларов США, а средний доход на одну семью — 42 623 доллара. При этом мужчины имели средний доход в 34 940 долларов США в год против 20 185 долларов среднегодового дохода у женщин. Доход на душу населения в городе составил 19 069 долларов в год. 6,9 % от всего числа семей в округе и 8,9 % от всей численности населения находилось на момент переписи населения за чертой бедности, при этом 9,9 % из них были моложе 18 лет и 8,6 % — в возрасте 65 лет и старше.